# مارسيلينيو كاريوكا
مارسيلينيو كاريوكا (بالبرتغالية: Marcelinho Carioca) (ولد 1 فبراير 1971) هو لاعب كرة قدم برازيلي سابق.

## روابط خارجية
- مارسيلينهو ماريوكا على موقع الاتحاد الدولي (مؤرشف)  (الإنجليزية)
- مارسيلينهو ماريوكا على موقع رابطة كرة القدم اليابانية للمحترفين (اليابانية)
- مارسيلينهو ماريوكا على موقع قاعدة بيانات كرة القدم.إي يو (الإنجليزية)
- مارسيلينهو ماريوكا على موقع ليكيب (الفرنسية)
- مارسيلينهو ماريوكا على موقع ناشيونال فوتبول تيمز (الإنجليزية)
- مارسيلينهو ماريوكا على موقع Soccerway.com (الإنجليزية)
- مارسيلينهو ماريوكا على موقع عالم كرة القدم.نت (الإنجليزية)

1. ↑  Base de Datos del Fútbol Argentino | MARCELINHO CARIOCA marcelo pereira surcin (بالإسبانية), QID:Q19368470
2. ↑   http://www.estadao.com.br/noticias/nacional,filiado-ao-pt-marcelinho-carioca-diz-que-agora-joga-em-time-grande,1081213,0.htm. {{استشهاد ويب}}: |url= بحاجة لعنوان (مساعدة) والوسيط |title= غير موجود أو فارغ (من ويكي بيانات) (مساعدة)
3. ↑  "Marcelinho compara gol 500 a milésimo de Romário" (بالبرتغالية). esportes.terra.com.br. 28 May 2008. Archived from the original on 2011-06-07. Retrieved 2011-05-25.